# Pałac Hohenbuchau

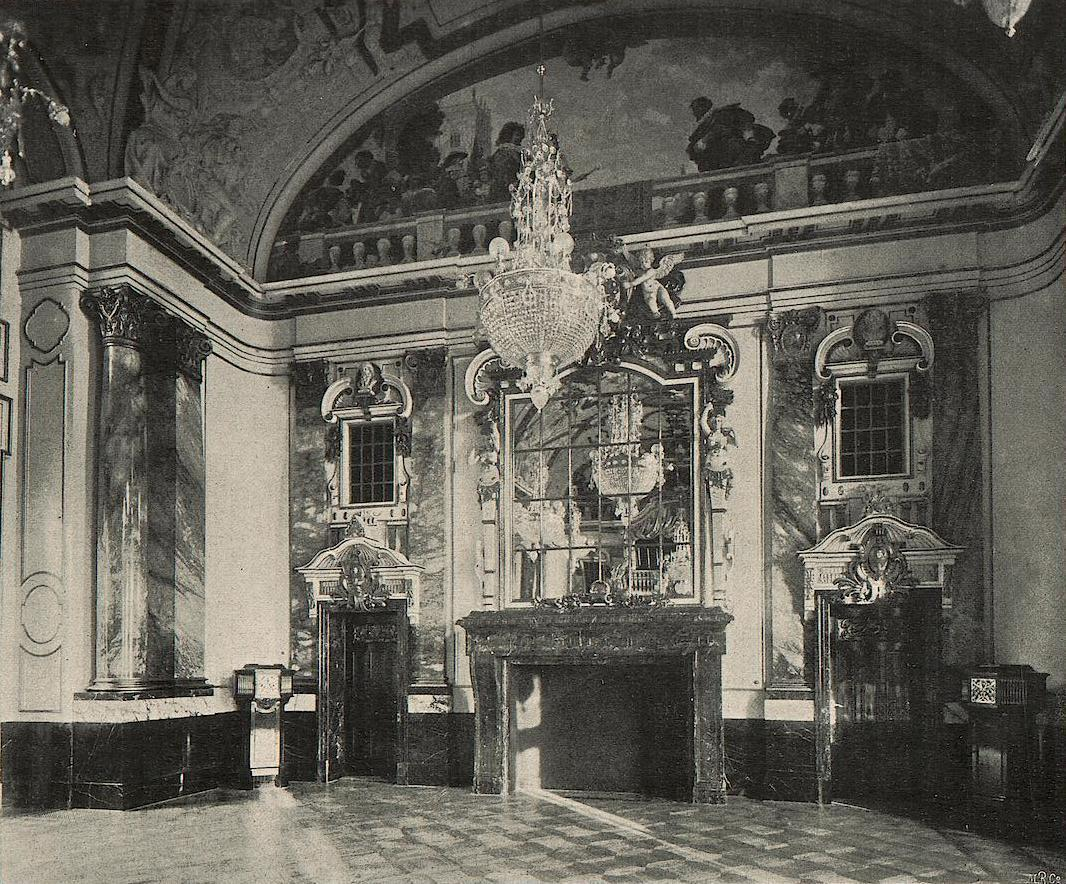
Sala balowa

Pałac Hohenbuchau – pałac zbudowany w 1895 roku w Georgenborn (gmina Schlangenbad w powiecie Rheingau-Taunus w Hesji) w Niemczech. Zastąpił wiejską posiadłość zbudowaną w 1869 roku. Został rozebrany w 1963 roku. Zachowały się budynki gospodarcze i park. 

## Historia

### Pierwsza posiadłość
W 1863 r. pruski rotmistrz Constantin von Zachau nabył 50 akrów ziemi w Georgenborn i rozpoczął budowę wiejskiej posiadłości. Została ukończona w 1872 roku. Z powodu długów hazardowych Zachau musiał sprzedać posiadłość w 1879 roku. Zakupił ją Ferdynand Krauskopf. Krauskopf początkowo zarabiał na życie jako komiwojażer, następnie produkował kalosze i inne wyroby gumowe w Niemczech, zgodnie z procesem opracowanym i opatentowanym w Ameryce przez Charlesa Goodyeara. Ze względu na karne cła, Krauskopf przeniósł fabrykę do Sankt Petersburga. Wkrótce po zakupie majątku ziemskiego Krauskopf zmarł. Jego syn, obywatel rosyjski: baron Ferdinand von Krauskopf, niedawno wyniesiony do stanu szlacheckiego, odziedziczył także majątek w Georgenborn.
Do I wojny światowej rosyjsko-amerykańska firma India-Rubber Co. była najważniejszą fabryką gumowego obuwia na świecie, produkując 150 tys. par gumowych butów dziennie, a także opony samochodowe.

### Budowa pałacu
Wiejska rezydencja została zburzona i od 1895 roku na jej miejscu w rozległym parku ze stawem, chińską herbaciarnią i grecką świątynią wzniesiono budynek zwany „Pałacem Hohenbuchau”: „jako marzenie człowieka, który był niezmiernie bogaty ze 120 milionami złotych marek”. Plany wykonał architekt z Wiesbaden Alfred Schellenberg. Malowidła ścienne w sali balowej wykonał malarz Max Friedrich Koch.
Z powodu skutków I wojny światowej i wywłaszczenia w Związku Radzieckim von Krauskopf stracił majątek i sprzedał „Hohenbuchau” swojemu rosyjskiemu rodakowi Salomonowi Soskinowi, który jednak przebywał w Hohenbuchau niewiele czasu. Jego żona Katharina Soskin, której podarował go w prezencie, również wolała zostać w Paryżu. 

### Pożar i rozbiórka
W III Rzeszy pałac został skonfiskowany jako własność wroga. Służył jako mieszkanie dla Służby Pracy Rzeszy, jako szkoła dla maszynistów Reichsbahn, dla Waffen SS i Gestapo.
Po II wojnie światowej Katharina Soskin odzyskała swój majątek, ale nie zainwestowała w jego utrzymanie. Pałac popadł w ruinę, a park zarósł. 28 grudnia 1947 r. na zamku wybuchł wielki pożar. Od 1947 do 1952 budynek był użytkowany jako klasztor Sióstr Elżbietanek przesiedlonych ze Śląska. 
W 1953 został wykorzystany przez Victora Vicasa jako tło dla swojego filmu „Droga bez powrotu”. W 1961 roku Katharina Soskin sprzedała posiadłość firmie GeWoBau. Architektowi Richardowi Neutra zlecono zaprojektowanie nowoczesnej dzielnicy mieszkalnej. W tym celu pałac zburzono w 1963 roku.
Oprócz muru otaczającego z pawilonem chińskim, zachowały się dwa stawy, neobarokowe schody, pensjonat (dom szwajcarski), jeden z domów portierni, szopa i liczne detale (mur, sekwoje).

## Galeria

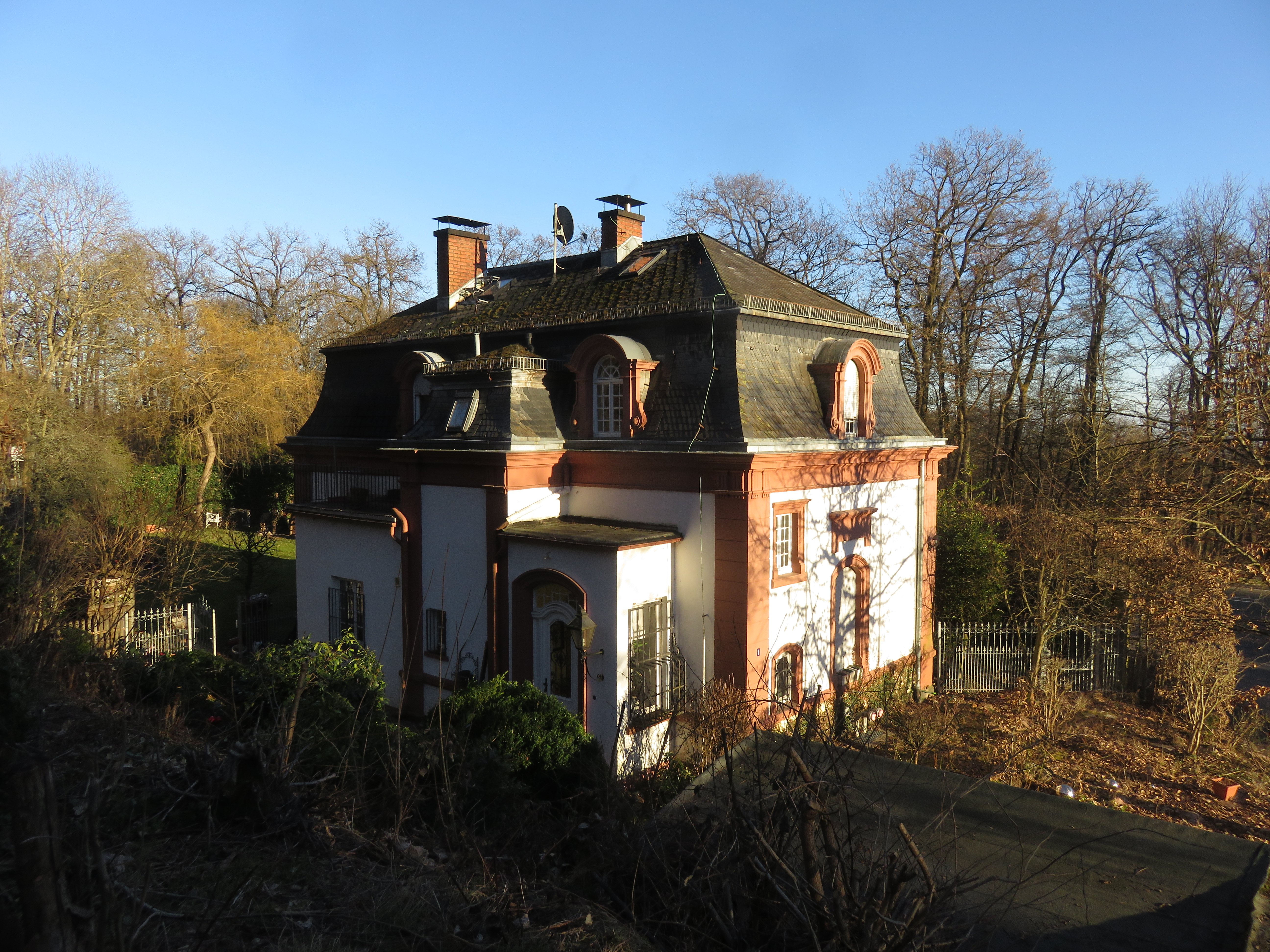
Stróżówka
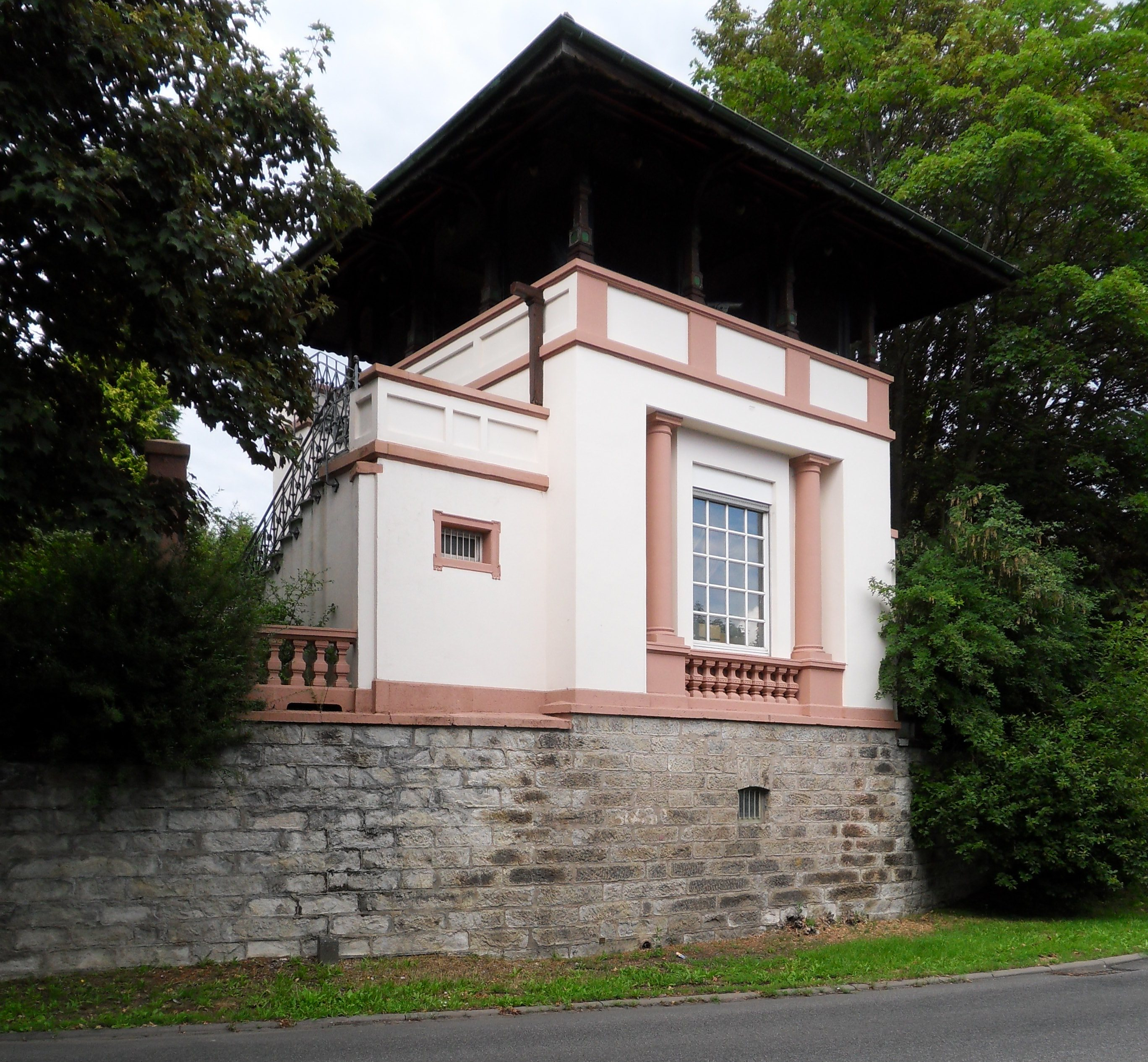
Herbaciarnia
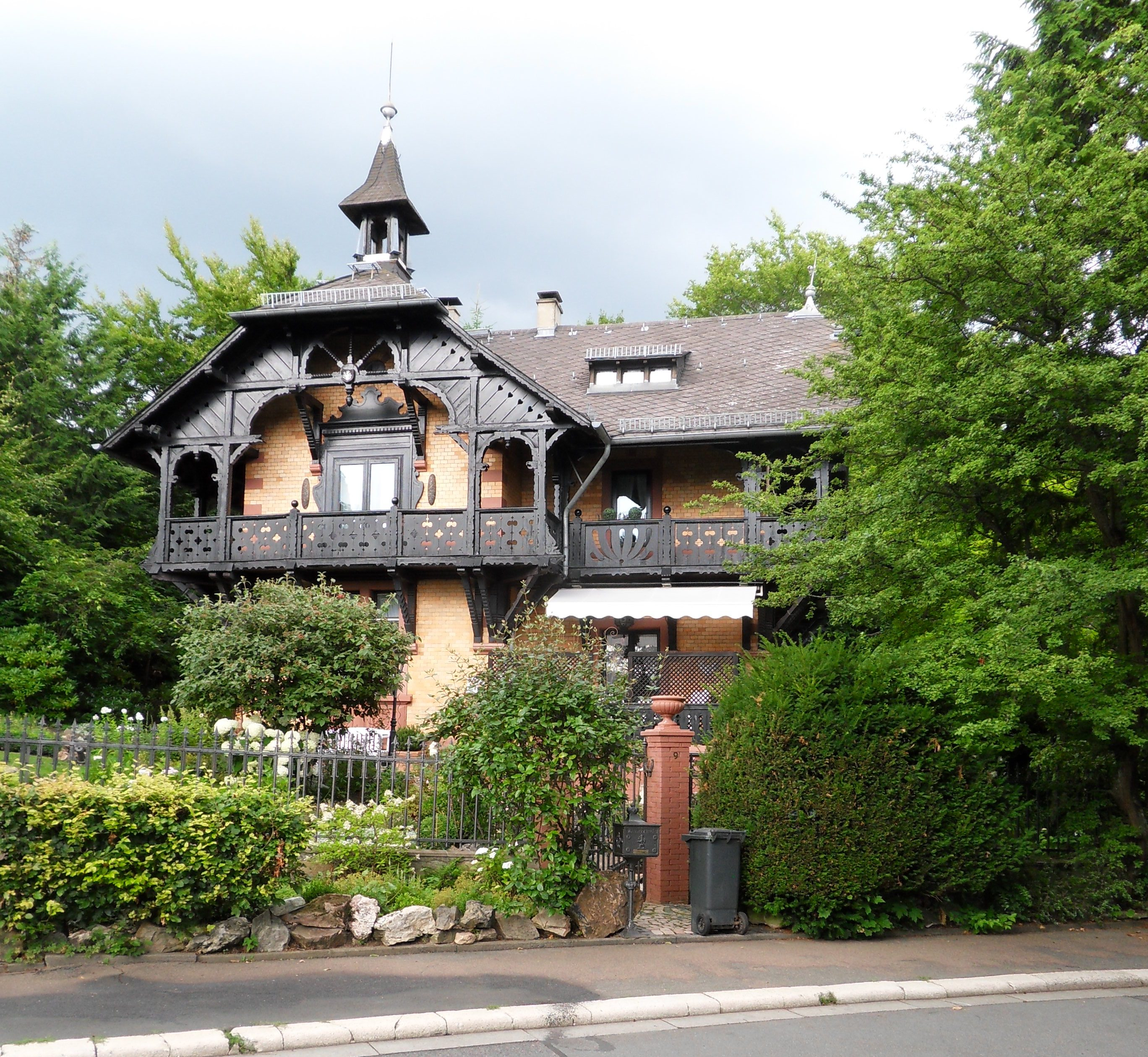
Dom szwajcarski
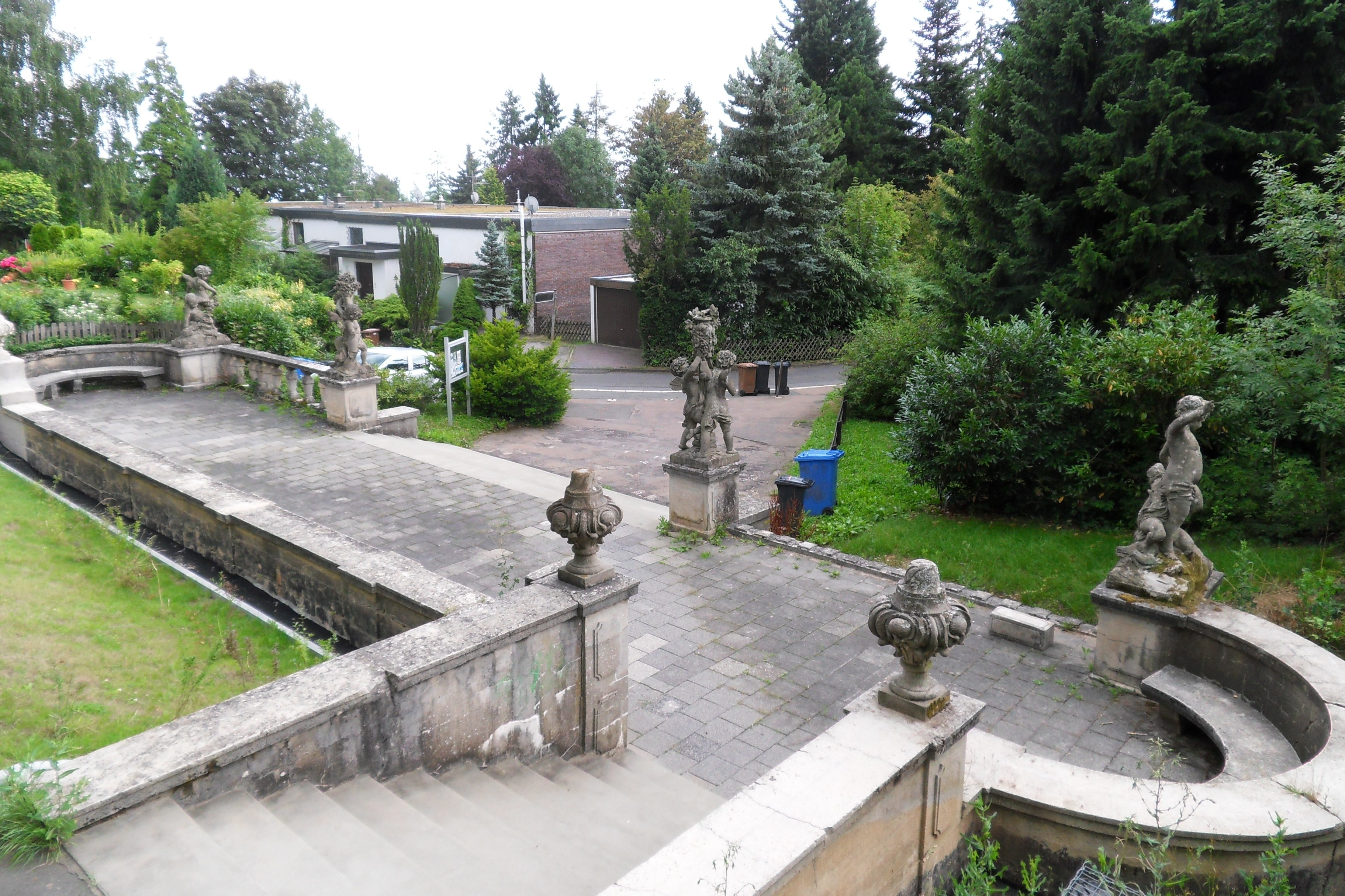
Neobarokowe schody będące pozostałością pałacu, pośrodku dzielnicy mieszkaniowej Hohenbuchauring powstałej po jego rozbiórce
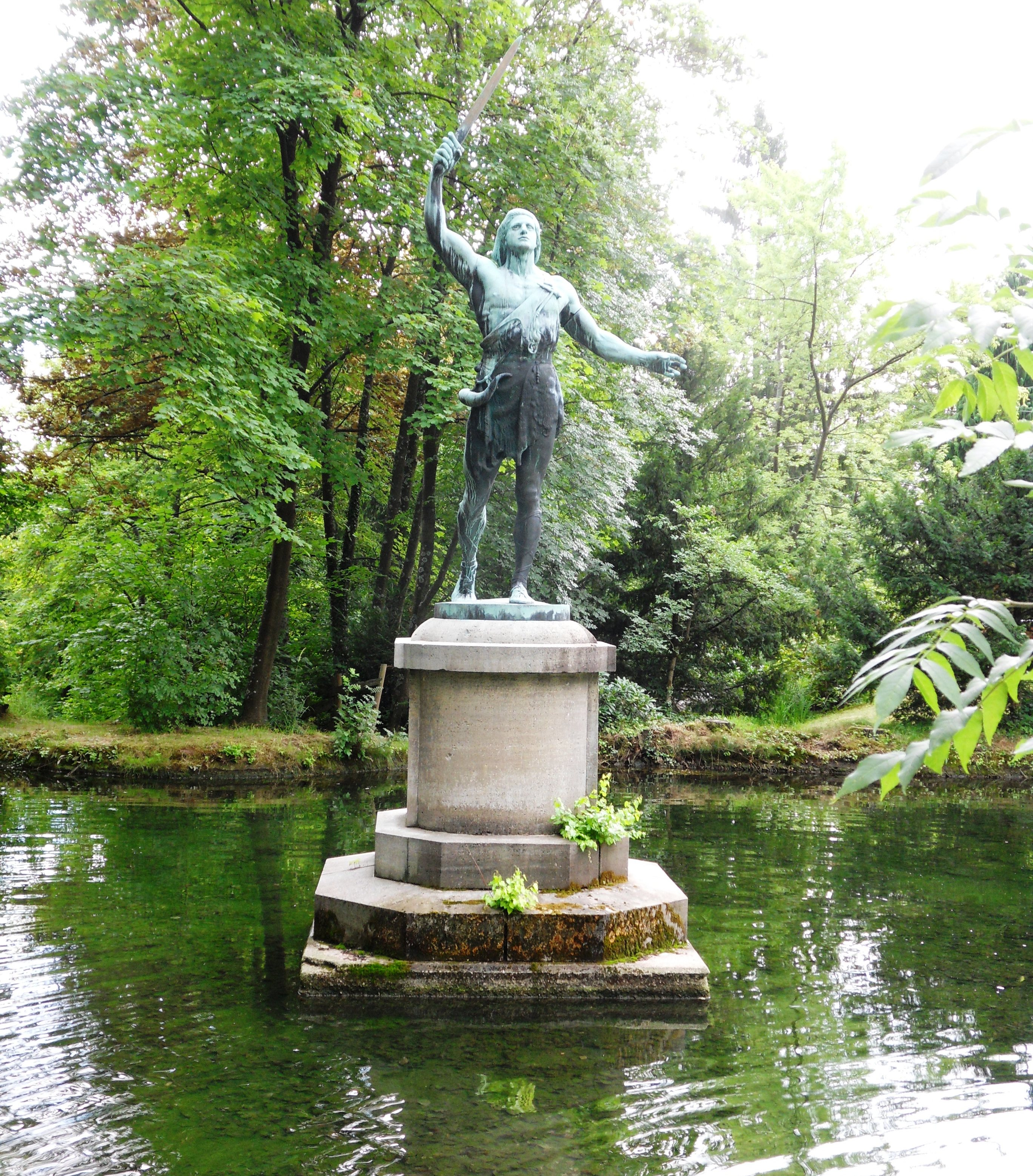
Pomnik Sigurda w stawie w parku pałacowym
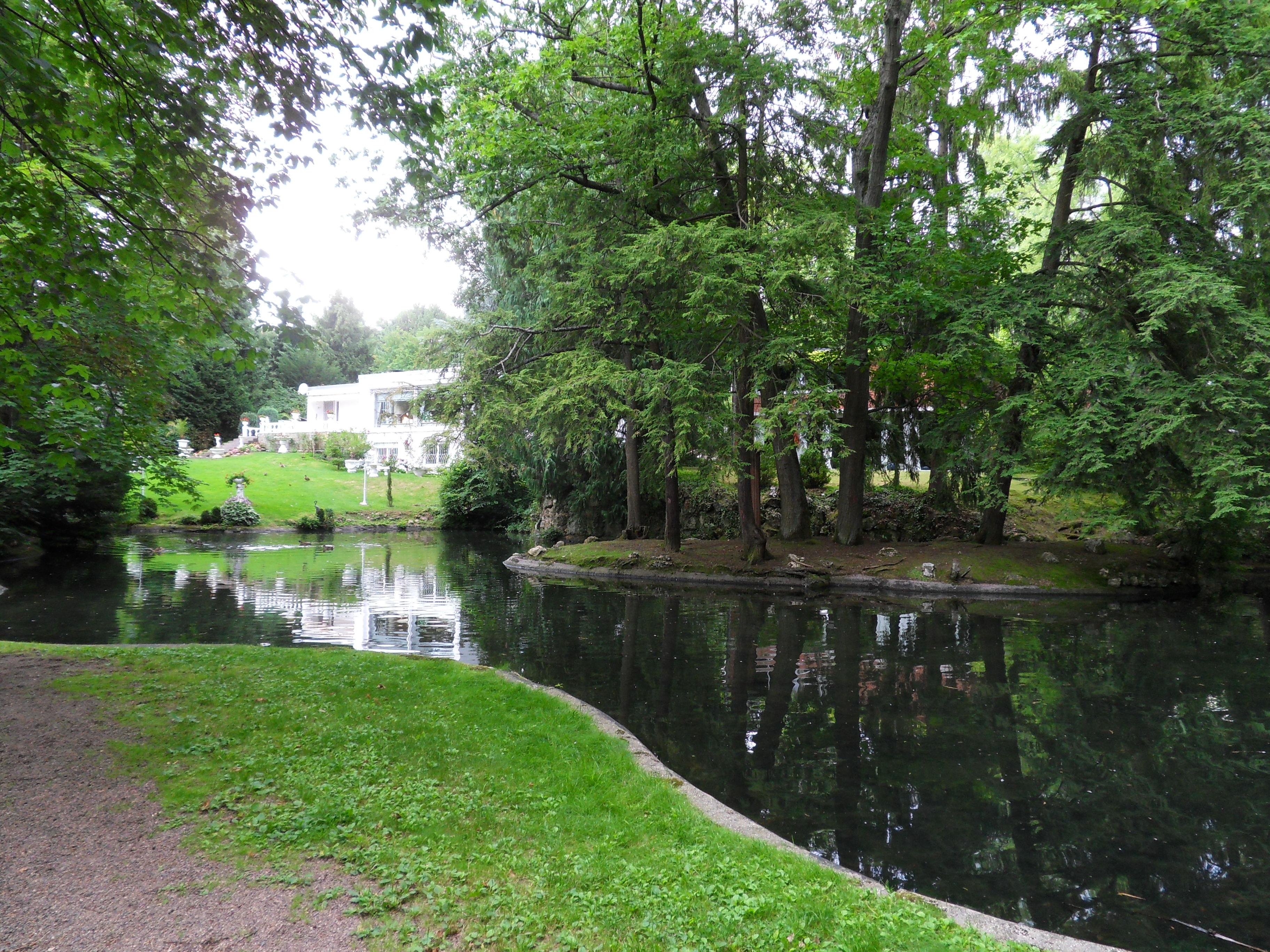
Staw parkowy i nowoczesne budynki